# Lijst van afkortingen in de wiskunde
Dit is een lijst van afkortingen die in de wiskunde gebruikt worden.

## A
| Afkorting | Betekenis(sen)                   |
| --------- | -------------------------------- |
| arcsin    | arcsinus                         |
| arccos    | arccosinus                       |
| arctan    | arctangens                       |
| a.e.      | bijna overal (almost everywhere) |

## B
| Afkorting | Betekenis(sen)                  |
| --------- | ------------------------------- |
| BCH       | Bose-Chaudhuri-Hocquenghem code |
| bgsin     | arcsinus (boogsinus)            |
| bgtg      | arctangens (boogtangens)        |
| bin       | binomiaal                       |
| bin       | binair                          |
| b.o.      | bijna overal                    |

## C
| Afkorting | Betekenis(sen)          |
| --------- | ----------------------- |
| codom     | codomein                |
| cos       | cosinus                 |
| cosh      | cosinus hyperbolicus    |
| cot       | cotangens               |
| cov       | covariantie             |
| CRC       | Cyclic redundancy check |

## D
| Afkorting | Betekenis(sen)                |
| --------- | ----------------------------- |
| desda     | dan en slechts dan als        |
| DFT       | Discrete fouriertransformatie |
| dim       | dimensie (lineaire algebra)   |
| div       | divergentie                   |
| dom       | domein                        |
| DV        | differentiaalvergelijking     |

## E
| Afkorting | Betekenis(sen) |
| --------- | -------------- |
| erf       | errorfunctie   |
| exp       | exponent       |

## F
| Afkorting | Betekenis(sen)         |
| --------- | ---------------------- |
| FFT       | Fast Fourier transform |

## G
| Afkorting | Betekenis(sen)        |
| --------- | --------------------- |
| ggd       | grootste gemene deler |
| grad      | gradiënt              |

## I
| Afkorting | Betekenis(sen)                        |
| --------- | ------------------------------------- |
| IDFT      | Inverse discrete fouriertransformatie |
| inf       | infimum                               |
| inv       | inverse                               |

## K
| Afkorting | Betekenis(sen)           |
| --------- | ------------------------ |
| kgv       | kleinste gemene veelvoud |

## L
| Afkorting | Betekenis(sen)                                 |
| --------- | ---------------------------------------------- |
| lim       | limiet                                         |
| liminf    | limes inferior                                 |
| limsup    | limes superior                                 |
| ln        | logarithmus naturalis of natuurlijke logaritme |
| log       | logaritme                                      |

## M
| Afkorting | Betekenis(sen) |
| --------- | -------------- |
| max       | maximum        |
| min       | minimum        |
| mod       | modulo         |

## N
| Afkorting | Betekenis(sen)                                                                                              |
| --------- | --- |
| NP        | NP (complexiteitsklasse) ('niet-deterministisch polynomiaal'), een complexiteitsklasse; zie ook NP-volledig |

## O
| Afkorting | Betekenis(sen)          |
| --------- | ----------------------- |
| O.O.      | onderling onafhankelijk |

## P
| Afkorting | Betekenis(sen)                     |
| --------- | ---------------------------------- |
| PDV       | partiële differentiaalvergelijking |
| plim      | probability limit                  |

## Q
| Afkorting | Betekenis(sen)                               |
| --------- | -------------------------------------------- |
| Q.E.D.    | quod erat demonstrandum, wat te bewijzen was |

## R
| Afkorting | Betekenis(sen)                       |
| --------- | ------------------------------------ |
| RM-code   | Reed-Muller-code                     |
| RMS       | effectieve waarde (root mean square) |
| rot       | rotatie                              |
| RSA       | Rivest, Shamir en Adleman; zie RSA   |

## S
| Afkorting | Betekenis(sen)     |
| --------- | ------------------ |
| sgn       | signum             |
| sin       | sinus              |
| sinh      | sinus hyperbolicus |
| sup       | supremum           |

## T
| Afkorting | Betekenis(sen)       |
| --------- | -------------------- |
| tan       | tangens              |
| tanh      | tangens hyperbolicus |

## V
| Afkorting | Betekenis(sen) |
| --------- | -------------- |
| var       | variantie      |

## W
| Afkorting     | Betekenis(sen)                 |
| ------------- | ------------------------------ |
| wtbw W.T.B.W. | wat te bewijzen was (= Q.E.D.) |

## Z
| Afkorting  | Betekenis(sen)                                                     |
| ---------- | ------------------------------------------------------------------ |
| zvva, zbda | zonder verlies van algemeenheid, zonder beperking der algemeenheid |